# 宝华寺 (上海市)
宝华寺是位于中華人民共和國上海市靜安区高平路1000号的一處佛教寺廟，占地十二亩，建筑面积5500平方米。

## 歷史
宝华寺始创于南宋咸淳年间，該寺曾遭到毀壞。1921年，上海惠生慈善社重新募资修建宝华寺大殿、山门、诉然亭和放生池，重塑佛像、菩萨像，寺院僧人增至二百余人。1937年八一三事变爆发，除宝华寺大殿外，其餘全部被日軍炸毁。後來赵朴初与上海各慈善界人士在此废虚上建起上海少年村，收容流离失所的孤儿和流浪儿童。宝华寺遗址位於宝山区少年村路500号，2002年11月公布为寶山区文物保护单位。
1996年，闸北区人民政府和上海市佛教协会再次在高平路1000号重建宝华寺，趙樸初為重建的宝华寺题写寺名。至2002年底，宝华寺一、二期修建工程全部完工，山门、大雄宝殿、东西配殿、钟鼓亭均已建成。这些建筑仿照宁波保国寺宋代风格的殿虎顶、大斗拱、木制藻井等许多建筑结构的特点，而大殿上的橫三世佛，文殊、普贤音萨及十八罗汉等塑像则参考了大足石刻等处宋代塑像的特点。2023年8月7日，寶華寺獲得静安区首张宗教活动场所法人登记证。